# Fußpunktkreis

mit Seiten und Punkt
Fußpunkte von :
Umkreismittelpunkt:
Die grünen Strecken werden in der Radiusformel verwandt

Dreieck mit isogonal konjugierten Punkten und
6 Fußpunkte auf gemeinsamem Fußpunktkreis:
als Mittelpunkt des Fußpunktkreises und der Strecke
Winkelhalbierende:

4 Punkte und 4 Fußpunktkreise mit gemeinsamen Schnittpunkt

Der Fußpunktkreis ist ein spezieller Kreis in der Dreiecksgeometrie, der durch ein Dreieck und einen Punkt in der Ebene definiert ist.

## Definition
Zu einem Dreieck {\displaystyle ABC} und einem Punkt {\displaystyle P} erhält man auf den (verlängerten) Dreiecksseiten drei Fußpunkte {\displaystyle P_{a},P_{b},P_{c}} des Punktes {\displaystyle P}. Der durch diese drei Fußpunkte definierte Kreis wird als Fußpunktkreis bezeichnet, er ist damit der Umkreis des Fußpunktdreiecks {\displaystyle P_{a}P_{b}P_{c}}.

## Eigenschaften
Für den Radius {\displaystyle r} des Fußpunktkreises eines Dreiecks {\displaystyle ABC} mit Punkt {\displaystyle P} gilt die folgende Formel, in der Radius des Umkreises des Dreiecks mit {\displaystyle R} und dessen Mittelpunkt mit {\displaystyle O} bezeichnet sind:
{\displaystyle r={\frac {|PA|\cdot |PB|\cdot |PC|}{2\cdot (R^{2}-|PO|^{2})}}}
Der Nenner in der obigen Formel wird 0, wenn der Punkt {\displaystyle P} auf dem Umkreis des Dreiecks {\displaystyle ABC} liegt. Dies lässt sich als ein zu einer Geraden  entarteter Kreis mit unendlichem Radius deuten. Diese gemeinsame Gerade, auf der die drei Fußpunkte  {\displaystyle P_{a},P_{b},P_{c}} in diesem Fall liegen, ist die Simson-Gerade. Liegt der Punkt {\displaystyle P} auf dem Mittelpunkt des Inkreises, so ist der Fußpunktkreis mit dem Inkreis identisch. Liegt er auf dem Höhenschnittpunkt, so entspricht er dem Feuerbachkreis.
Wenn der Punkt {\displaystyle P} nicht auf dem Umkreis des Dreiecks {\displaystyle ABC} liegt, dann besitzt der zu ihm isogonal konjugierte Punkt {\displaystyle Q} denselben Fußpunktkreis. Die sechs Fußpunkte {\displaystyle P_{a},P_{b},P_{c}} und  {\displaystyle Q_{a},Q_{b},Q_{c}} liegen damit auf einem gemeinsamen Kreis, dessen Mittelpunkt stimmt mit dem Mittelpunkt der Strecke {\displaystyle PQ} überein.
Der Satz von Griffiths besagt, dass alle Punkte {\displaystyle P}, die auf einer gemeinsamen Geraden durch den Mittelpunkt {\displaystyle O} des Umkreises von Dreieck {\displaystyle ABC}  liegen, Fußpunktkreise besitzen, die sich in einem gemeinsamen Punkt schneiden.
Zu vier Punkten in der Ebene, von denen keine drei auf einer gemeinsamen Geraden liegen, kann man vier zugehörige Fußpunktkreise bestimmen, indem man mit je drei Punkten ein Dreieck {\displaystyle ABC} bildet und der vierte Punkt die Rolle des Punktes {\displaystyle P} einnimmt. Diese vier Fußpunktkreise besitzen einen gemeinsamen Schnittpunkt.